# Formula 1 – sezona 1972.
| FIA Svjetsko automobilističko prvenstvo 1972. | FIA Svjetsko automobilističko prvenstvo 1972. |
|                                               | Prvak                                         |
| --------------------------------------------- | --------------------------------------------- |
| Vozač                                         | Emerson Fittipaldi (Lotus-Ford)               |
| Konstruktor                                   | Lotus-Ford                                    |
| Prethodna sezona                              | Sljedeća sezona                               |
| 1971.                                         | 1973.                                         |
| Europska Formula 2 – sezona 1972.             |                                               |

Formula 1 - sezona 1972. bila je 23. sezona u prvenstvu Formule 1. 

## Sažetak sezone
Emerson Fittipaldi pobjeđuje u 5 od 12 utrka i postaje prvi Brazilac s naslovom svjetskog prvaka u Formuli 1. S 25 godina, Fittipaldi je postao najmlađi prvak u F1. Taj rekord srušio je Fernando Alonso 2005. Bila je ovo posljednja sezona za Johna Surteesa, prvaka iz 1964. Jean-Pierre Beltoise ostvario je svoju jedinu pobjedu na kišnom Monaku i donio posljednju pobjedu momčadi BRM u Formuli 1. Budući svjetski prvak iz 1979., Jody Scheckter, debitirao je na Watkins Glenu na VN SAD-a
Nažalost i ove godine Formula 1 je izgubila jednog vozača. Šveđanin Joakim Bonnier, koji se natjecao u Formuli 1 od 1956. do 1971., poginuo je 11. lipnja na utrci 24 sata Le Mansa.

## Vozači i konstruktori
| Konstruktor    | Momčad / Sudionik                                                                                | Šasija                                                      | Motor                    | Gume | Vozač                | Utrke            |
| -------------- | ------------------------------------------------------------------------------------------------ | ----------------------------------------------------------- | ------------------------ | ---- | -------------------- | ---------------- |
| Tyrrell-Ford   | Elf Team Tyrrell                                                                                 | Tyrrell 002 Tyrrell 003 Tyrrell 004 Tyrrell 005 Tyrrell 006 | Ford Cosworth DFV 3.0 V8 | G    | Jackie Stewart       | 1–4, 6–12        |
| Tyrrell-Ford   | Elf Team Tyrrell                                                                                 | Tyrrell 002 Tyrrell 003 Tyrrell 004 Tyrrell 005 Tyrrell 006 | Ford Cosworth DFV 3.0 V8 | G    | François Cevert      | Sve              |
| Tyrrell-Ford   | Elf Team Tyrrell                                                                                 | Tyrrell 002 Tyrrell 003 Tyrrell 004 Tyrrell 005 Tyrrell 006 | Ford Cosworth DFV 3.0 V8 | G    | Patrick Depailler    | 6, 12            |
| BRM            | Marlboro BRM                                                                                     | BRM P160B BRM P153 BRM P180 BRM P160C                       | BRM P142 3.0 V12         | F    | Howden Ganley        | 1–6, 8–12        |
| BRM            | Marlboro BRM                                                                                     | BRM P160B BRM P153 BRM P180 BRM P160C                       | BRM P142 3.0 V12         | F    | Reine Wisell         | 1, 3–4, 6, 8, 10 |
| BRM            | Marlboro BRM                                                                                     | BRM P160B BRM P153 BRM P180 BRM P160C                       | BRM P142 3.0 V12         | F    | Peter Gethin         | 1–7, 9–12        |
| BRM            | Marlboro BRM                                                                                     | BRM P160B BRM P153 BRM P180 BRM P160C                       | BRM P142 3.0 V12         | F    | Alex Soler-Roig      | 1, 3             |
| BRM            | Marlboro BRM                                                                                     | BRM P160B BRM P153 BRM P180 BRM P160C                       | BRM P142 3.0 V12         | F    | Helmut Marko         | 1–2, 4–6         |
| BRM            | Marlboro BRM                                                                                     | BRM P160B BRM P153 BRM P180 BRM P160C                       | BRM P142 3.0 V12         | F    | Jean-Pierre Beltoise | 2–12             |
| BRM            | Marlboro BRM                                                                                     | BRM P160B BRM P153 BRM P180 BRM P160C                       | BRM P142 3.0 V12         | F    | Jackie Oliver        | 7                |
| BRM            | Marlboro BRM                                                                                     | BRM P160B BRM P153 BRM P180 BRM P160C                       | BRM P142 3.0 V12         | F    | Bill Brack           | 11               |
| BRM            | Marlboro BRM                                                                                     | BRM P160B BRM P153 BRM P180 BRM P160C                       | BRM P142 3.0 V12         | F    | Brian Redman         | 12               |
| Ferrari        | Scuderia Ferrari SpA SEFAC                                                                       | Ferrari 312B2                                               | Ferrari 001/1 3.0 F12    | F    | Jacky Ickx           | Sve              |
| Ferrari        | Scuderia Ferrari SpA SEFAC                                                                       | Ferrari 312B2                                               | Ferrari 001/1 3.0 F12    | F    | Clay Regazzoni       | 1–5, 8–12        |
| Ferrari        | Scuderia Ferrari SpA SEFAC                                                                       | Ferrari 312B2                                               | Ferrari 001/1 3.0 F12    | F    | Mario Andretti       | 1–3, 10, 12      |
| Ferrari        | Scuderia Ferrari SpA SEFAC                                                                       | Ferrari 312B2                                               | Ferrari 001/1 3.0 F12    | F    | Nanni Galli          | 6                |
| Ferrari        | Scuderia Ferrari SpA SEFAC                                                                       | Ferrari 312B2                                               | Ferrari 001/1 3.0 F12    | F    | Arturo Merzario      | 7–8              |
| March-Ford     | STP March Racing Team                                                                            | March 721 March 721X March 721G                             | Ford Cosworth DFV 3.0 V8 | G F  | Ronnie Peterson      | Sve              |
| March-Ford     | STP March Racing Team                                                                            | March 721 March 721X March 721G                             | Ford Cosworth DFV 3.0 V8 | G F  | Niki Lauda           | Sve              |
| March-Ford     | Team Williams Motul                                                                              | March 711 March 721                                         | Ford Cosworth DFV 3.0 V8 | G    | Henri Pescarolo      | 1–6, 8–12        |
| March-Ford     | Team Williams Motul                                                                              | March 711 March 721                                         | Ford Cosworth DFV 3.0 V8 | G    | Carlos Pace          | 2–12             |
| March-Ford     | Gene Mason Racing                                                                                | March 711                                                   | Ford Cosworth DFV 3.0 V8 | F    | Skip Barber          | 11–12            |
| March-Ford     | Clarke-Mordaunt-Guthrie Racing                                                                   | March 721G                                                  | Ford Cosworth DFV 3.0 V8 | F    | Mike Beuttler        | 3–12             |
| Lotus-Ford     | John Player Team Lotus World Wide Racing                                                         | Lotus 72D                                                   | Ford Cosworth DFV 3.0 V8 | F    | Emerson Fittipaldi   | Sve              |
| Lotus-Ford     | John Player Team Lotus World Wide Racing                                                         | Lotus 72D                                                   | Ford Cosworth DFV 3.0 V8 | F    | Dave Walker          | 1–9, 12          |
| Lotus-Ford     | John Player Team Lotus World Wide Racing                                                         | Lotus 72D                                                   | Ford Cosworth DFV 3.0 V8 | F    | Reine Wisell         | 11–12            |
| Lotus-Ford     | Scribante Lucky Strike Racing                                                                    | Lotus 72D                                                   | Ford Cosworth DFV 3.0 V8 | F    | Dave Charlton        | 2, 6–8           |
| McLaren-Ford   | Yardley Team McLaren                                                                             | McLaren M19A McLaren M19C                                   | Ford Cosworth DFV 3.0 V8 | G    | Denny Hulme          | Sve              |
| McLaren-Ford   | Yardley Team McLaren                                                                             | McLaren M19A McLaren M19C                                   | Ford Cosworth DFV 3.0 V8 | G    | Peter Revson         | 1–3, 5, 7, 9–12  |
| McLaren-Ford   | Yardley Team McLaren                                                                             | McLaren M19A McLaren M19C                                   | Ford Cosworth DFV 3.0 V8 | G    | Brian Redman         | 4, 6, 8          |
| McLaren-Ford   | Yardley Team McLaren                                                                             | McLaren M19A McLaren M19C                                   | Ford Cosworth DFV 3.0 V8 | G    | Jody Scheckter       | 12               |
| Matra          | Equipe Matra Sports                                                                              | Matra MS120C Matra MS120D                                   | Matra MS72 3.0 V12       | G    | Chris Amon           | Sve              |
| Surtees-Ford   | Team Surtees Brooke Bond Oxo Team Surtees Ceramica Pagnossin Team Surtees Flame Out Team Surtees | Surtees TS9B Surtees TS14                                   | Ford Cosworth DFV 3.0 V8 | F    | Tim Schenken         | Sve              |
| Surtees-Ford   | Team Surtees Brooke Bond Oxo Team Surtees Ceramica Pagnossin Team Surtees Flame Out Team Surtees | Surtees TS9B Surtees TS14                                   | Ford Cosworth DFV 3.0 V8 | F    | Andrea de Adamich    | Sve              |
| Surtees-Ford   | Team Surtees Brooke Bond Oxo Team Surtees Ceramica Pagnossin Team Surtees Flame Out Team Surtees | Surtees TS9B Surtees TS14                                   | Ford Cosworth DFV 3.0 V8 | F    | Mike Hailwood        | 2–10, 12         |
| Surtees-Ford   | Team Surtees Brooke Bond Oxo Team Surtees Ceramica Pagnossin Team Surtees Flame Out Team Surtees | Surtees TS9B Surtees TS14                                   | Ford Cosworth DFV 3.0 V8 | F    | John Surtees         | 10               |
| Surtees-Ford   | Team Gunston                                                                                     | Surtees TS9                                                 | Ford Cosworth DFV 3.0 V8 | F    | John Love            | 2                |
| Surtees-Ford   | Champcarr Inc.                                                                                   | Surtees TS9                                                 | Ford Cosworth DFV 3.0 V8 | F    | Sam Posey            | 12               |
| Brabham-Ford   | Motor Racing Developments                                                                        | Brabham BT33 Brabham BT34 Brabham BT37                      | Ford Cosworth DFV 3.0 V8 | G    | Graham Hill          | Sve              |
| Brabham-Ford   | Motor Racing Developments                                                                        | Brabham BT33 Brabham BT34 Brabham BT37                      | Ford Cosworth DFV 3.0 V8 | G    | Carlos Reutemann     | 1–2, 5–12        |
| Brabham-Ford   | Motor Racing Developments                                                                        | Brabham BT33 Brabham BT34 Brabham BT37                      | Ford Cosworth DFV 3.0 V8 | G    | Wilson Fittipaldi    | 3–12             |
| Brabham-Ford   | Team Gunston                                                                                     | Brabham BT33                                                | Ford Cosworth DFV 3.0 V8 | F    | Willie Ferguson      | 2                |
| Eifelland-Ford | Team Eifelland Caravans                                                                          | Eifelland 21                                                | Ford Cosworth DFV 3.0 V8 | G    | Rolf Stommelen       | 2–9              |
| Tecno          | Martini Racing                                                                                   | Tecno PA123/3                                               | Tecno Series-P 3.0 F12   | F    | Nanni Galli          | 5, 7, 9–10       |
| Tecno          | Martini Racing                                                                                   | Tecno PA123/3                                               | Tecno Series-P 3.0 F12   | F    | Derek Bell           | 6, 8, 10–12      |
| Politoys-Ford  | Team Williams Motul                                                                              | Politoys FX3                                                | Ford Cosworth DFV 3.0 V8 | G    | Henri Pescarolo      | 7                |
| Connew-Ford    | Darnval Connew Racing Team                                                                       | Connew PC1                                                  | Ford Cosworth DFV 3.0 V8 | F    | François Migault     | 7, 9             |

## Kalendar
| Rd | Datum        | Velika nagrada   | Staza            | Prvo startno mjesto | Pobjednik vozač      | Pobjednik konstruktor |
| -- | ------------ | ---------------- | ---------------- | ------------------- | -------------------- | --------------------- |
| 1  | 23. siječnja | Argentina        | Buenos Aires     | Carlos Reutemann    | Jackie Stewart       | Tyrrell-Ford          |
| 2  | 4. ožujka    | Južna Afrika     | Kyalami          | Jackie Stewart      | Denny Hulme          | McLaren-Ford          |
| 3  | 1. svibnja   | Španjolska       | Jarama           | Jacky Ickx          | Emerson Fittipaldi   | Lotus-Ford            |
| 4  | 14. svibnja  | Monako           | Monaco           | Emerson Fittipaldi  | Jean-Pierre Beltoise | BRM                   |
| 5  | 4. lipnja    | Belgija          | Nivelles-Baulers | Emerson Fittipaldi  | Emerson Fittipaldi   | Lotus-Ford            |
| 6  | 2. srpnja    | Francuska        | Clermont-Ferrand | Chris Amon          | Jackie Stewart       | Tyrrell-Ford          |
| 7  | 15. srpnja   | Velike Britanija | Brands Hatch     | Jacky Ickx          | Emerson Fittipaldi   | Lotus-Ford            |
| 8  | 30. srpnja   | Njemačka         | Nürburgring      | Jacky Ickx          | Jacky Ickx           | Ferrari               |
| 9  | 13. kolovoza | Austrija         | Österreichring   | Emerson Fittipaldi  | Emerson Fittipaldi   | Lotus-Ford            |
| 10 | 10. rujna    | Italija          | Monza            | Jacky Ickx          | Emerson Fittipaldi   | Lotus-Ford            |
| 11 | 24. rujna    | Kanada           | Mosport Park     | Peter Revson        | Jackie Stewart       | Tyrrell-Ford          |
| 12 | 8. listopada | SAD              | Watkins Glen     | Jackie Stewart      | Jackie Stewart       | Tyrrell-Ford          |

## Sistem bodovanja
Sistem bodovanja u Formuli 1
| Mjesto | 1. | 2. | 3. | 4. | 5. | 6. |
| Bodovi | 9  | 6  | 4  | 3  | 2  | 1  |

- Samo 5 najboljih rezultata u prvih 6 utrka i 5 najboljih rezultata u posljednjih 6 utrka su se računali za prvenstvo vozača.
- Samo 5 najboljih rezultata u prvih 6 utrka i 5 najboljih rezultata u posljednjih 6 utrka su se računali za prvenstvo konstruktora.
- Ako je više bolida jednog konstruktora završilo utrku u bodovima, samo najbolje plasirani bolid osvajao je konstruktorske bodove.

## Rezultati utrka
| Poz. | Br. | Vozač           | Konstruktor  | Vrijeme            | Grid | Bodovi |
| ---- | --- | --------------- | ------------ | ------------------ | ---- | ------ |
| 1.   | 21  | Jackie Stewart  | Tyrrell-Ford | 1 h 57 min 58,82 s | 2.   | 9      |
| 2.   | 17  | Denny Hulme     | McLaren-Ford | + 25,96 s          | 4.   | 6      |
| 3.   | 8   | Jacky Ickx      | Ferrari      | + 59,39 s          | 8.   | 4      |
| 4.   | 9   | Clay Regazzoni  | Ferrari      | + 1 min 6,72 s     | 6.   | 3      |
| 5.   | 19  | Tim Schenken    | Surtees-Ford | + 1 min 9,11 s     | 11.  | 2      |
| 6.   | 14  | Ronnie Peterson | March-Ford   | + 1 krug           | 10.  | 1      |

| Poz. | Br. | Vozač              | Konstruktor  | Vrijeme           | Grid | Bodovi |
| ---- | --- | ------------------ | ------------ | ----------------- | ---- | ------ |
| 1.   | 12  | Denny Hulme        | McLaren-Ford | 1 h 45 min 49,1 s | 5.   | 9      |
| 2.   | 8   | Emerson Fittipaldi | Lotus-Ford   | + 14,1 s          | 3.   | 6      |
| 3.   | 14  | Peter Revson       | McLaren-Ford | + 25,8 s          | 12.  | 4      |
| 4.   | 7   | Mario Andretti     | Ferrari      | + 38,5 s          | 6.   | 3      |
| 5.   | 3   | Ronnie Peterson    | March-Ford   | + 49,0 s          | 9.   | 2      |
| 6.   | 19  | Graham Hill        | Brabham-Ford | + 1 krug          | 14.  | 1      |

| Poz. | Br. | Vozač              | Konstruktor  | Vrijeme           | Grid | Bodovi |
| ---- | --- | ------------------ | ------------ | ----------------- | ---- | ------ |
| 1.   | 5   | Emerson Fittipaldi | Lotus-Ford   | 2 h 3 min 41,23 s | 3.   | 9      |
| 2.   | 4   | Jacky Ickx         | Ferrari      | + 18,92 s         | 1.   | 6      |
| 3.   | 6   | Clay Regazzoni     | Ferrari      | + 1 krug          | 8.   | 4      |
| 4.   | 26  | Andrea de Adamich  | Surtees-Ford | + 1 krug          | 13.  | 3      |
| 5.   | 20  | Peter Revson       | McLaren-Ford | + 1 krug          | 11.  | 2      |
| 6.   | 29  | Carlos Pace        | March-Ford   | + 1 krug          | 16.  | 1      |

| Poz. | Br. | Vozač                | Konstruktor  | Vrijeme           | Grid | Bodovi |
| ---- | --- | -------------------- | ------------ | ----------------- | ---- | ------ |
| 1.   | 17  | Jean-Pierre Beltoise | BRM          | 2 h 26 min 54,7 s | 4.   | 9      |
| 2.   | 4   | Jacky Ickx           | Ferrari      | + 38,2 s          | 2.   | 6      |
| 3.   | 8   | Emerson Fittipaldi   | Lotus-Ford   | + 1 krug          | 1.   | 4      |
| 4.   | 1   | Jackie Stewart       | Tyrrell-Ford | + 2 kruga         | 8.   | 3      |
| 5.   | 15  | Brian Redman         | McLaren-Ford | + 3 kruga         | 10.  | 2      |
| 6.   | 16  | Chris Amon           | Matra        | + 3 kruga         | 6.   | 1      |

| Poz. | Br. | Vozač              | Konstruktor  | Vrijeme          | Grid | Bodovi |
| ---- | --- | ------------------ | ------------ | ---------------- | ---- | ------ |
| 1.   | 32  | Emerson Fittipaldi | Lotus-Ford   | 1 h 44 min 6,7 s | 1.   | 9      |
| 2.   | 8   | François Cevert    | Tyrrell-Ford | + 26,6 s         | 5.   | 6      |
| 3.   | 9   | Denny Hulme        | McLaren-Ford | + 58,1 s         | 3.   | 4      |
| 4.   | 34  | Mike Hailwood      | Surtees-Ford | + 1 min 12,0 s   | 8.   | 3      |
| 5.   | 16  | Carlos Pace        | March-Ford   | + 1 krug         | 11.  | 2      |
| 6.   | 5   | Chris Amon         | Matra        | + 1 krug         | 13.  | 1      |

| Poz. | Br. | Vozač              | Konstruktor  | Vrijeme           | Grid | Bodovi |
| ---- | --- | ------------------ | ------------ | ----------------- | ---- | ------ |
| 1.   | 4   | Jackie Stewart     | Tyrrell-Ford | 1 h 52 min 21,5 s | 3.   | 9      |
| 2.   | 1   | Emerson Fittipaldi | Lotus-Ford   | + 27,7 s          | 8.   | 6      |
| 3.   | 9   | Chris Amon         | Matra        | + 31,9 s          | 1.   | 4      |
| 4.   | 7   | François Cevert    | Tyrrell-Ford | + 49,3 s          | 7.   | 3      |
| 5.   | 12  | Ronnie Peterson    | March-Ford   | + 56,8 s          | 9.   | 2      |
| 6.   | 26  | Mike Hailwood      | Surtees-Ford | + 1 min 36,1 s    | 10.  | 1      |

| Poz. | Br. | Vozač              | Konstruktor  | Vrijeme           | Grid | Bodovi |
| ---- | --- | ------------------ | ------------ | ----------------- | ---- | ------ |
| 1.   | 8   | Emerson Fittipaldi | Lotus-Ford   | 1 h 47 min 50,2 s | 2.   | 9      |
| 2.   | 1   | Jackie Stewart     | Tyrrell-Ford | + 4,1 s           | 4.   | 6      |
| 3.   | 19  | Peter Revson       | McLaren-Ford | + 1 min 12,5 s    | 3.   | 4      |
| 4.   | 17  | Chris Amon         | Matra        | + 1 krug          | 17.  | 3      |
| 5.   | 18  | Denny Hulme        | McLaren-Ford | + 1 krug          | 11.  | 2      |
| 6.   | 6   | Arturo Merzario    | Ferrari      | + 1 krug          | 9.   | 1      |

| Poz. | Br. | Vozač           | Konstruktor  | Vrijeme           | Grid | Bodovi |
| ---- | --- | --------------- | ------------ | ----------------- | ---- | ------ |
| 1.   | 4   | Jacky Ickx      | Ferrari      | 1 h 42 min 12,3 s | 1.   | 9      |
| 2.   | 9   | Clay Regazzoni  | Ferrari      | + 48,3 s          | 7.   | 6      |
| 3.   | 10  | Ronnie Peterson | March-Ford   | + 1 min 6,7 s     | 4.   | 4      |
| 4.   | 17  | Howden Ganley   | BRM          | + 2 min 20,2 s    | 18.  | 3      |
| 5.   | 5   | Brian Redman    | McLaren-Ford | + 2 min 35,7 s    | 19.  | 2      |
| 6.   | 11  | Graham Hill     | Brabham-Ford | + 2 min 59,6 s    | 15.  | 1      |

| Poz. | Br. | Vozač              | Konstruktor  | Vrijeme            | Grid | Bodovi |
| ---- | --- | ------------------ | ------------ | ------------------ | ---- | ------ |
| 1.   | 31  | Emerson Fittipaldi | Lotus-Ford   | 1 h 29 min 16,66 s | 1.   | 9      |
| 2.   | 12  | Denny Hulme        | McLaren-Ford | + 1,18 s           | 7.   | 6      |
| 3.   | 14  | Peter Revson       | McLaren-Ford | + 36,53 s          | 4.   | 4      |
| 4.   | 25  | Mike Hailwood      | Surtees-Ford | + 44,76 s          | 12.  | 3      |
| 5.   | 10  | Chris Amon         | Matra        | + 45,64 s          | 6.   | 2      |
| 6.   | 9   | Howden Ganley      | BRM          | + 1 min 1,19 s     | 10.  | 1      |

| Poz. | Br. | Vozač              | Konstruktor  | Vrijeme           | Grid | Bodovi |
| ---- | --- | ------------------ | ------------ | ----------------- | ---- | ------ |
| 1.   | 6   | Emerson Fittipaldi | Lotus-Ford   | 1 h 29 min 58,4 s | 6.   | 9      |
| 2.   | 10  | Mike Hailwood      | Surtees-Ford | + 14,5 s          | 9.   | 6      |
| 3.   | 14  | Denny Hulme        | McLaren-Ford | + 23,8 s          | 5.   | 4      |
| 4.   | 15  | Peter Revson       | McLaren-Ford | + 35,7 s          | 8.   | 3      |
| 5.   | 28  | Graham Hill        | Brabham-Ford | + 1 min 5,6 s     | 13.  | 2      |
| 6.   | 23  | Peter Gethin       | BRM          | + 1 min 21,9 s    | 12.  | 1      |

| Poz. | Br. | Vozač            | Konstruktor  | Vrijeme           | Grid | Bodovi |
| ---- | --- | ---------------- | ------------ | ----------------- | ---- | ------ |
| 1.   | 1   | Jackie Stewart   | Tyrrell-Ford | 1 h 43 min 16,9 s | 5.   | 9      |
| 2.   | 19  | Peter Revson     | McLaren-Ford | + 48,2 s          | 1.   | 6      |
| 3.   | 18  | Denny Hulme      | McLaren-Ford | + 54,6 s          | 2.   | 4      |
| 4.   | 8   | Carlos Reutemann | Brabham-Ford | + 1 min 0,7 s     | 9.   | 3      |
| 5.   | 11  | Clay Regazzoni   | Ferrari      | + 1 min 7,0 s     | 7.   | 2      |
| 6.   | 4   | Chris Amon       | Matra        | + 1 krug          | 10.  | 1      |

| Poz. | Br. | Vozač           | Konstruktor  | Vrijeme             | Grid | Bodovi |
| ---- | --- | --------------- | ------------ | ------------------- | ---- | ------ |
| 1.   | 1   | Jackie Stewart  | Tyrrell-Ford | 1 h 41 min 45,354 s | 1.   | 9      |
| 2.   | 2   | François Cevert | Tyrrell-Ford | + 32,268 s          | 4.   | 6      |
| 3.   | 19  | Denny Hulme     | McLaren-Ford | + 37,528 s          | 3.   | 4      |
| 4.   | 4   | Ronnie Peterson | March-Ford   | + 1 min 22,516 s    | 26.  | 3      |
| 5.   | 7   | Jacky Ickx      | Ferrari      | + 1 min 23,119 s    | 12.  | 2      |
| 6.   | 9   | Mario Andretti  | Ferrari      | + 1 krug            | 10.  | 1      |

## Poredak

### Vozači
| Mjesto | Vozač                | Bodovi |   |   |   |   |   |   |   |   |   |   |   |   |
| ------ | -------------------- | ------ | - | - | - | - | - | - | - | - | - | - | - | - |
| 1.     | Emerson Fittipaldi   | 61     | – | 6 | 9 | 4 | 9 | 6 | 9 | – | 9 | 9 | – | – |
| 2.     | Jackie Stewart       | 45     | 9 | – | – | 3 | – | 9 | 6 | – | – | – | 9 | 9 |
| 3.     | Denny Hulme          | 39     | 6 | 9 | – | – | 4 | – | 2 | – | 6 | 4 | 4 | 4 |
| 4.     | Jacky Ickx           | 27     | 4 | – | 6 | 6 | – | – | – | 9 | – | – | – | 2 |
| 5.     | Peter Revson         | 23     | – | 4 | 2 |   | – |   | 4 |   | 4 | 3 | 6 | – |
| 6.     | François Cevert      | 15     | – | – | – | – | 6 | 3 | – | – | – | – | – | 6 |
| 7.     | Clay Regazzoni       | 15     | 3 | – | 4 | – | – |   |   | 6 | – | – | 2 | – |
| 8.     | Mike Hailwood        | 13     |   | – | – | – | 3 | 1 | – | – | 3 | 6 | – | – |
| 9.     | Ronnie Peterson      | 12     | 1 | 2 | – | – | – | 2 | – | 4 | – | – | – | 3 |
| 10.    | Chris Amon           | 12     | – | – | – | 1 | 1 | 4 | 3 | – | 2 | – | 1 | – |
| 11.    | Jean-Pierre Beltoise | 9      |   | – | – | 9 | – | – | – | – | – | – | – | – |
| 12.    | Mario Andretti       | 4      | – | 3 | – |   | – |   | – |   |   | – |   | 1 |
| 13.    | Howden Ganley        | 4      | – | – | – | – | – | – |   | 3 | 1 | – | – | – |
| 14.    | Brian Redman         | 4      |   |   |   | 2 |   | – | – | 2 |   |   |   | – |
| 15.    | Graham Hill          | 4      | – | 1 | – | – | – | – | – | 1 | – | 2 | – | – |
| 16.    | Carlos Reutemann     | 3      | – | – |   |   | – | – | – | – | – | – | 3 | – |
| 17.    | Andrea de Adamich    | 3      | – | – | 3 | – | – | – | – | – | – | – | – | – |
| 18.    | Carlos Pace          | 3      |   | – | 1 | – | 2 | – | – | – | – | – | – | – |
| 19.    | Tim Schenken         | 2      | 2 | – | – | – | – | – | – | – | – | – | – | – |
| 20.    | Arturo Merzario      | 1      |   |   |   |   |   |   | 1 | – |   |   | – |   |
| 21.    | Peter Gethin         | 1      | – | – | – | – | – | – | – |   | – | 1 | – | – |
| Mjesto | Vozač                | Bodovi |   |   |   |   |   |   |   |   |   |   |   |   |

| Boja | Značenje                                                                 |
| ---- | ------------------------------------------------------------------------ |
| 5    | Osvojeni bodovi koji su se računali za prvenstvo vozača / konstruktora   |
| 5    | Osvojeni bodovi koji se nisu računali za prvenstvo vozača / konstruktora |
| –    | Vozač / konstruktor nije osvojio bodove u utrci                          |
|      | Vozač / konstruktor nije nastupao na utrci                               |

### Konstruktori
| Mjesto | Konstruktor  | Bodovi |   |   |   |   |   |   |   |   |   |   |   |   |
| ------ | ------------ | ------ | - | - | - | - | - | - | - | - | - | - | - | - |
| 1.     | Lotus-Ford   | 61     | – | 6 | 9 | 4 | 9 | 6 | 9 | – | 9 | 9 | – | – |
| 2.     | Tyrrell-Ford | 51     | 9 | – | – | 3 | 6 | 9 | 6 | – | – | – | 9 | 9 |
| 3.     | McLaren-Ford | 47     | 6 | 9 | 2 | 2 | 4 | – | 4 | 2 | 6 | 4 | 6 | 4 |
| 4.     | Ferrari      | 33     | 4 | 3 | 6 | 6 | – | – | 1 | 9 | – | – | 2 | 2 |
| 5.     | Surtees-Ford | 18     | 2 | – | 3 | – | 3 | 1 | – | – | 3 | 6 | – | – |
| 6.     | March-Ford   | 15     | 1 | 2 | 1 | – | 2 | 2 | – | 4 | – | – | – | 3 |
| 7.     | BRM          | 14     | – | – | – | 9 | – | – | – | 3 | 1 | 1 | – | – |
| 8.     | Matra        | 12     | – | – | – | 1 | 1 | 4 | 3 | – | 2 | – | 1 | – |
| 9.     | Brabham-Ford | 7      | – | 1 | – | – | – | – | – | 1 | – | 2 | 3 | – |
| Mjesto | Konstruktor  | Bodovi |   |   |   |   |   |   |   |   |   |   |   |   |

- McLaren-Ford je osvojio ukupno 49 bodova, ali samo 47 bodova osvojenih u 10 najboljih utrka (5 najboljih rezultata u prvih 6 utrka i 5 najboljih rezultata u posljednjih 6 utrka) su se računali za prvenstvo konstruktora.

## Statistike
| Vozač                | Postolja  | Postolja  | Postolja  | Prvo startno mjesto | Najbrži krug | Krugovi u vodstvu |
| Vozač                | 1. mjesto | 2. mjesto | 3. mjesto | Prvo startno mjesto | Najbrži krug | Krugovi u vodstvu |
| -------------------- | --------- | --------- | --------- | ------------------- | ------------ | ----------------- |
| Emerson Fittipaldi   | 5         | 2         | 1         | 3                   | -            | 240               |
| Jackie Stewart       | 4         | 1         | -         | 2                   | 4            | 320               |
| Denny Hulme          | 1         | 2         | 4         | -                   | 1            | 28                |
| Jacky Ickx           | 1         | 2         | 1         | 4                   | 3            | 104               |
| Jean-Pierre Beltoise | 1         | -         | -         | -                   | 1            | 80                |
| François Cevert      | -         | 2         | -         | -                   | -            | -                 |
| Peter Revson         | -         | 1         | 3         | 1                   | -            | -                 |
| Clay Regazzoni       | -         | 1         | 1         | -                   | -            | 11                |
| Mike Hailwood        | -         | 1         | -         | -                   | 1            | -                 |
| Chris Amon           | -         | -         | 1         | 1                   | 2            | 19                |
| Ronnie Peterson      | -         | -         | 1         | -                   | -            | 3                 |
| Carlos Reutemann     | -         | -         | -         | 1                   | -            | -                 |

| Vozač        | Postolja  | Postolja  | Postolja  | Prvo startno mjesto | Najbrži krug | Krugovi u vodstvu |
| Vozač        | 1. mjesto | 2. mjesto | 3. mjesto | Prvo startno mjesto | Najbrži krug | Krugovi u vodstvu |
| ------------ | --------- | --------- | --------- | ------------------- | ------------ | ----------------- |
| Lotus-Ford   | 5         | 2         | 1         | 3                   | -            | 240               |
| Tyrrell-Ford | 4         | 3         | -         | 2                   | 4            | 320               |
| McLaren-Ford | 1         | 3         | 7         | 1                   | 1            | 28                |
| Ferrari      | 1         | 3         | 2         | 4                   | 3            | 115               |
| BRM          | 1         | -         | -         | -                   | 1            | 80                |
| Surtees-Ford | -         | 1         | -         | -                   | 1            | -                 |
| Matra        | -         | -         | 1         | 1                   | 2            | 19                |
| March-Ford   | -         | -         | 1         | -                   | -            | 3                 |
| Brabham-Ford | -         | -         | -         | 1                   | -            | -                 |

### Vodeći vozač i konstruktor u prvenstvu
U rubrici bodovi, prikazana je bodovna prednost vodećeg vozača / konstruktora ispred drugoplasiranog, dok je žutom bojom označena utrka na kojoj je vozač / konstruktor osvojio naslov prvaka.
| Utrka               | Vozač                          | Bodovi |
| ------------------- | ------------------------------ | ------ |
| VN Argentine        | Jackie Stewart                 | 3      |
| VN Južne Afrike     | Denny Hulme                    | 6      |
| VN Španjolske       | Denny Hulme Emerson Fittipaldi | 0      |
| VN Monaka           | Emerson Fittipaldi             | 3      |
| VN Belgije          | Emerson Fittipaldi             | 9      |
| VN Francuske        | Emerson Fittipaldi             | 13     |
| VN Velike Britanije | Emerson Fittipaldi             | 16     |
| VN Njemačke         | Emerson Fittipaldi             | 16     |
| VN Austrije         | Emerson Fittipaldi             | 25     |
| VN Italije          | Emerson Fittipaldi             | 30     |
| VN Kanade           | Emerson Fittipaldi             | 25     |
| VN SAD              | Emerson Fittipaldi             | 16     |

| Utrka               | Konstruktor  | Bodovi |
| ------------------- | ------------ | ------ |
| VN Argentine        | Tyrrell-Ford | 3      |
| VN Južne Afrike     | McLaren-Ford | 6      |
| VN Španjolske       | McLaren-Ford | 2      |
| VN Monaka           | Lotus-Ford   | 0      |
| VN Belgije          | Lotus-Ford   | 5      |
| VN Francuske        | Lotus-Ford   | 7      |
| VN Velike Britanije | Lotus-Ford   | 10     |
| VN Njemačke         | Lotus-Ford   | 10     |
| VN Austrije         | Lotus-Ford   | 17     |
| VN Italije          | Lotus-Ford   | 22     |
| VN Kanade           | Lotus-Ford   | 16     |
| VN SAD              | Lotus-Ford   | 10     |

## Vanjske poveznice
- Službena stranica Formule 1
- Formula 1 – sezona 1972. - StatsF1
- Utrke koje se nisu bodovale za prvenstvo 1972. - StatsF1